# Josh Walker
Josh Walker (Newcastle upon Tyne, 21 febbraio 1989) è un ex calciatore inglese, di ruolo centrocampista.

## Carriera

### Club
Ha giocato nella prima divisione inglese, in quella scozzese ed in quella indiana. Ha inoltre giocato una partita nei turni preliminari di AFC Champions League e 6 partite in Coppa dell'AFC.

### Nazionale
Ha partecipato ai Mondiali Under-20 del 2009.

## Palmarès

### Club

#### Competizioni giovanili
- FA Youth Cup: 1

Middlesbrough: 2003-2004

#### Competizioni nazionali
- Federation Cup (India): 1

Bengaluru: 2014-2015
- I-League: 1

Bengaluru: 2015-2016